# Aeroportul Pskov
Aeroportul Pskov (IATA: PKV, ICAO: ULOO) este un aeroport din Pskov, Regiunea Pskov, Rusia ce deservește zona Pskov. Aeroportul a fost tranzitat în 2021 de 107.000 de pasageri. A fost numit după Olga din Kiev.
Situat la o altitudine de 47 m, aeroportul dispune de 1 pistă. Este operat de Pskovavia⁠(d).

## Infrastructură

### Piste
Aeroportul dispune de o singură pistă. Pista are orientarea 01L/19R. 